# Fylum

Det hierarkiska systemet i biologin

Fylum (plural fyla), är en taxonomisk rang som används inom systematisk biologi för både pro- och eukaryota organismer. Inom djurriket används ordet stam istället för fylum, medan man inom växtriket och svampriket använder ordet division.
Taxonomisk rangordning är ett hierarkiskt system där arter förs samman i allt högre grupperingar baserat på släktskap, men där antalet tillgängliga grupperingar är begränsat. Ett fylum är den högsta naturliga grupperingen bland eukaryoter. Fylum indelas i sin tur i klasser. Flera fyla sammanförs ibland till ett överfylum. Arter och artgrupper fördes tidigare samman i  grupper baserat enbart på morfologiska drag. Numera används DNA-analys.
I en äldre systematik användes benämningen "stam", men användningen av fylum har blivit allt vanligare. Stam var den högsta naturliga grupperingen av djur, och de indelades i klasser. Vissa stammar fördes dock samman till överstammar. Arter och artgrupper fördes till stammar baserat på morfologiska drag, och var inte baserade på DNA-analys. "Stam" användes enbart inom djurriket och motsvarades hos växtriket och svampriket av division. "Stam" skall inte förväxlas med det helt orelaterade begrepp som används om mikroorganismer och vissa försöksdjur (exempelvis "bakteriestam"). I sådana fall syftar "stam" på en genetiskt distinkt grupp inom en art ("strain" på engelska), inte någon högre taxonomisk rang.
Inom djurriket finns det över 35 fyla, exempelvis blötdjur (Mollusca), svampdjur (Porifera), nässeldjur (Cnidaria), plattmaskar (Platyhelmintes), rundmaskar (Nematoda), ringmaskar (Annelida), leddjur (Arthropoda), tagghudingar (Echinodermata) och ryggsträngsdjur (Chordata).

## Etymologi
Ordet fylum kommer från grekiskans phylon som betyder stam, släkt eller familj. 